# Янова (Польща)
Янова (пол. Janowa, нім. Johnsdorf) — село в Польщі, у гміні Отмухув Ниського повіту Опольського воєводства.
Населення — 158 осіб (2011).

## Демографія
Демографічна структура станом на 31 березня 2011 року:
|          | Загалом | Допрацездатний вік | Працездатний вік | Постпрацездатний вік |
| -------- | ------- | ------------------ | ---------------- | -------------------- |
| Чоловіки | 81      | 12                 | 63               | 6                    |
| Жінки    | 77      | 17                 | 47               | 13                   |
| Разом    | 158     | 29                 | 110              | 19                   |